# حوزه انتخابیه بیست‌وهفتم تگزاس
حوزه انتخابیه بیست‌وهفتم تگزاس یک حوزه انتخابیه مجلس نمایندگان آمریکا است که در ایالت تگزاس قرار دارد.